# Derolus subdilatatus
Derolus subdilatatus es una especie de escarabajo longicornio del género Derolus, tribu Cerambycini, subfamilia Cerambycinae. Fue descrita científicamente por Lepesme & Breuning en 1955.

## Descripción
Mide 10-14 milímetros de longitud.

## Distribución
Se distribuye por Camerún, Costa de Marfil y República Democrática del Congo.